# Setge d'Hondarribia (1638)
El setge d'Hondarribia fou un dels combats de la Guerra dels Trenta Anys entre els Regnes de les Espanyes i el regne de França

## Antecedents
França, rival del Sacre Imperi Romanogermànic i d'Espanya, entrà a la Guerra dels Trenta Anys al costat protestant doncs els Habsburg dominaven territoris a l'est de la frontera francesa i tenien influència sobre les Províncies Unides, i la seva àrea d'influència rodejava França, sent massa poderosos.
França va atacar Oristany i les Avins i Espanya, en represàlia, va destruir les províncies franceses de Xampanya i Borgonya, va atacar Leucata, prendre les illes Lerins, que havien de servir com a base d'operacions per atacar la costa de Provença i amenaçar París en 1636 El 1637 Gaspar de Guzmán y Pimentel, el comte-duc d'Olivares llançà una ofensiva a les Corberes, contra Leucata que resultà un fracàs però el fet que s'hagués envaït el sol francès en provocà la reacció.
Com que a la frontera del Rosselló estacionaven les tropes de l'exèrcit castellà rebutjat a Leucata, l'atac francès es dirigí a l'altra punta dels Pirineus. El pla francès combinava una invasió terrestre sota el comandament d'Enric II de Borbó-Condé amb l'atac de la flota de l'Atlàntic manada per Henri Escoubleau de Sourdis.

## El setge
L'1 de juliol de 1638 un exèrcit de 18.000 homes entre infanteria i cavalleria i amb poderosa artilleria, al comandament d'Enric II de Borbó-Condé, va travessar el Bidasoa i es va apoderar d'Irun, Oiartzun, Lezo, Errenteria i Pasaia, mentre la desembocadura del Bidasoa quedava totalment tancada per una força naval comandada per Henri Escoubleau de Sourdis i composta per 64 vaixells. Dins de les muralles de la ciutat van quedar 500 soldats, incloent una companyia d'irlandesos, i 200 veïns, als que es van unir 50 tolosans i 22 azpeitiarres.
L'exèrcit francès es va repartir de la següent forma:
- Muntanya de Guadalupe, seu d'Enric II de Borbó-Condé amb el marquès de La Force i: regiments de 20 companyies a les trinxeres Enguien, Mesleraye, Tonneins, Vigean, i de 30 companyies La Couronne.
- Hendaia: 10 companyies de milícies de Béarn, 3 companyies de gent d'armes d'Enguien.
- Irun: Caserna de cavalleria lleugera amb 29 companyies de Ventadour i Montpeiroux i 5 companyies de Chevaux-légers i 2 companyies de mosqueters a cavall. Duc de La Valette, Comte de Grammont, Marquis de La Force, i al pas del Bidasoa a Behobia: 20 companyies de milícies de basse Navarre i dels regiments de Ventadour i Montpeiroux amb 20 Maîtres
- Quarter del Duc de La Valette: regiments Navailles i Guyenne, 3 companyies de Chevaux-légers i Gendarmes du Duc d'Espenan
- Entre el Quarter d'Irun i el del Duc de La Valette: regiments Serignan, Espenan (Sieur de Ginester) i Meun
- Quarter de Roquelaure: Regiment de Roquelaure i 10 companyies de milícia i 1 companyia de Chevaux-légers i el Regiment de Tonneins o el de Béarn depenent del servei de trinxera comandats pel Comte de Grammont.

Durant el setge es van utilitzar per primer cop a Europa projectils de morter, de tir corb que llançaven bombes que explotaven una vegada arribades al seu objectiu causant grans estralls. Fins llavors, els canons únicament llançaven projectils que no esclataven, tan sols destruïen per la força del seu impacte.
Una armada capitanejada per Lope de Hoces va salpar de la Corunya i es va reunir amb altres vaixells a Getaria, amb un total d'una caravel·la i tretze galions i quatre fragates, que van combatre amb l'armada a la batalla de Getaria, amb la flota espanyola severament derrotada.
El 31 d'agost, Juan Alfonso Enríquez de Cabrera y Colonna i Pedro Fajardo de Zúñiga y Requesens, generals dels exèrcits navarrès i guipuscoà van decidir actuar amb 16.000 soldats d'infanteria i 600 a cavall sortint de Pasaia dividint-se en tres grups, que als afores d'Hondarribia s'uneixen als de Francisco de Orozco, el marquès de Mortara, però per les pluges han de tornar a Lezo i Pasaia, mentre des d'Irun intenta arribar Pedro Girón amb 2.000 soldats que no van avançar fins a Hondarribia en cinc dies.
L'exèrcit es componia dels terços següents:
- Espanyols de Juan Vázquez Coronado, Lombardia (sense mestre de camp, amb el sergent major Aragón)
- Borgonyès de Monsenyor de Ricart
- Napolitans de Carlos de Gatta, Tiberi Brancaccio i Aquile Minutulo
- Regiments alemanys del Baró de Leyner, Príncep Reynaldo d'Este i Borso d'Este.
- Grisó (suís) de Gil d'Ayx
- Milanesos (Llombards) de Bolognin i Borromeo
- Cavalleria de Nàpols sota el camandament d'Alvaro de Quiñones

L'1 de setembre, Enric II de Borbó-Condé va demanar a Domingo de Leguía, governador militar d'Hondarribia que rendís la plaça, amb resposta negativa, amb el qual entre el 2 i el 4 es van produir tres assalts, i en el darrer aconsegueixen pujar a les muralles sense entrar a la vila. Henri Escoubleau de Sourdis va imposar el 4 de setembre, Dia de la Mare de Déu, a les quatre del matí com el moment de l'atac final, i els defensors, coneixedors de la notícia, la fan arribar a Lezo, on es concentren les tropes de navarresos, guipuscoans, castellans i irlandesos parteixen de Lezo i Pasaia i arriben als afores d'Hondarribia a través de les faldes de Jaizkibel mentre Pedro Girón talla el camí d'Irun per evitar la fugida dels francesos i l'arribada de reforços.

## Final del setge
El 7 de setembre de 1638 l'exèrcit de Felip IV de Castella dirigit per Francisco de Orozco i Gerolamo Maria Caracciolo, el marquès de Torrecuso, baixa de les faldes del Jaizkibel fins a les muralles, arribant als ravals i lluiten amb els francesos, que aconsegueixen fugir cap a Irun a través dels aiguamolls del Bidasoa, on moren molts homes, o per la marina cap al Castell de Higuer on després cremar el castell, embarquen en els vaixells francesos.

## Conseqüències
Els francesos van tenir de 1.200 a 2.000 morts en combat o ofegats, entre ells uns trenta nobles, i es van fer uns mil presoners i es van capturar 23 peces d'artilleria.
Tot i la derrota a terra, amb la flota de la Corunya destruïda a la batalla de Getaria, Henri Escoubleau de Sourdis va atacar el port per evitar la seva reconstrucció el 8 de juny de 1639 a la batalla de la Corunya.